# 開心那
開心那（日语：／ Hiraki Kokona，2008年8月26日—），日本女子滑板運動員。出生在北海道俱知安町，現居苫小牧市。5歲開始在札幌練習滑板，在2018年日本滑板錦標賽中獲得第4名，並在2019年日本滑板錦標賽中以10歲之齡奪冠。她在2020年東京奧運會的女子滑板項目中獲得銀牌，成為有記錄以來參加夏季奧運會的最年輕的日本運動員。